# Курдин, Дмитрий Иванович
Дмитрий Иванович Курдин (1899—1937) — белорусский советский драматург.

## Биография
Дмитрий родился в деревне Дмитричуки Каменского уезда Пензенской губернии (ныне Каменский район Пензенской области). В 1925 году окончил Саратовский ветеринарный институт. По окончании был направлен на работу в Минскую губернию где служил военным ветеринарным врачом. После работы в Минске работал в Витебске, там же преподавал в Витебском ветеринарном институте. В 1925—1927 гг был членом минского литературного объединения молодых пролетарских русскоязычных писателей «Звенья».
Автор пьесы «Междубурье» (впервые поставлена в 1929 году в театре им. Я. Купалы, в 1930 году поставлена в театре Красной Армии, Саратовском театре драмы), рассказывала о боевой и политической учёбе молодой Красной Армии.
Также Дмитрий Курдин автор пьес «Контратака» (первая постановка в 1932 году 3-й Белорусский драматический театр), «Человек решает» (первая постановка в 1934 году, театр им. Я. Коласа).
В годы сталинских репрессий был арестован (1937) и впоследствии расстрелян; реабилитирован в 1957 году.